# Gucci Gang
«Gucci Gang» — песня американского рэпера Lil Pump, выпущенная в качестве пятого сингла с его дебютного альбома Lil Pump. Первоначально она была выпущена на SoundCloud-аккаунте Лил Пампа 27 августа 2017 года, но позже была переиздана на цифровых носителях на лейблах Tha Lights Global и Warner Music Group 31 августа 2017 года. Сингл достиг третьего места в Billboard Hot 100.

## Создание
В ноябре 2017 года в интервью Complex продюсер Bighead рассказал о своём вдохновении от Blink-182, которые, по его мнению, достигли чартов Billboard с простыми композициями: «простая музыка — это хорошая музыка, потому что если трёхлетний или четырёхлетний ребёнок может петь её, это то, к чему я стремлюсь. Например, „Gucci Gang“ маленький ребёнок может петь».

## Клип
20 октября 2017 года Lil Pump опубликовал 44-секундный фрагмент клипа «Gucci Gang» в своём Twitter-аккаунте, написав фанатам «ретвитни, если мне следует выложить его прямо сейчас». Клип был выпущен на YouTube 23 октября 2017 года. По состоянию на декабрь 2024 года видео собрало свыше одного миллиарда просмотров на YouTube.
Режиссёром клипа выступил Бен Гриффин из Prime Zero Productions, к которому Warner Bros. обратились с просьбой снять этот клип и клип на сингл «Esskeetit». Lil Pump кратко сказал, что в видео должен быть тигр, школа и поединок за еду. По словам Гриффина, тигр, который шёл по коридору рядом с Lil Pump, был дрессированным, без какой-либо компьютерной графики.
Видео было снято в школе Святого Причастия в Голливуде, католической начальной школе, которая является собственностью архиепископа Лос-Анджелеса. Архиепископия заявила, что администрация школы не соблюдала процедуру получения от неё разрешения на съёмку видео, в котором были употребления наркотиков. Гриффин отказался комментировать вопрос, заданный Fox 11 Los Angeles по этому поводу.

## Критика
Несмотря на коммерческий успех песни, повторяющаяся структура трека подверглась критике. Песня породила множество мемов в социальных сетях. На Saturday Night Live вышла музыкальная видео-пародия «Tucci Gang» про актёра Стэнли Туччи, в роли Лил Пампа выступил Пит Дэвидсон.

## Ремикс
17 марта 2018 состоялась премьера ремикса на OVO Sound Radio. В ремиксе приняли участие Ozuna, French Montana, J Balvin, Bad Bunny, Gucci Mane и 21 Savage.

## Чарты
| Чарт (2017-18)                        | Высшая позиция |
| ------------------------------------- | -------------- |
| Австралия (ARIA)                      | 18             |
| Австрия (Ö3 Austria Top 40)           | 30             |
| Бельгия/Фландрия (Ultratop 50)        | 42             |
| Бельгия/Валлония (Ultratop 50)        | 34             |
| Канада (Billboard Canadian Hot 100)   | 3              |
| Чехия (Singles Digitál Top 100)       | 13             |
| Дания (Tracklisten)                   | 24             |
| Финляндия (Suomen virallinen lista)   | 13             |
| Франция (SNEP)                        | 73             |
| Германия (GfK)                        | 35             |
| Венгрия (Single Top 40)               | 30             |
| Венгрия (Stream Top 40)               | 11             |
| Ирландия (IRMA)                       | 31             |
| Италия (FIMI)                         | 24             |
| Нидерланды (Single Top 100)           | 27             |
| Новая Зеландия (Recorded Music NZ)    | 15             |
| Норвегия (VG-lista)                   | 20             |
| Португалия (AFP)                      | 10             |
| Шотландия (OCC Scotland)              | 61             |
| Словакия (Singles Digitál Top 100)    | 11             |
| Испания (PROMUSICAE)                  | 57             |
| Швеция (Sverigetopplistan)            | 19             |
| Швейцария (Schweizer Hitparade)       | 25             |
| Великобритания (OCC UK Singles)       | 27             |
| США (Billboard Hot 100)               | 3              |
| США (Billboard Hot R&B/Hip-Hop Songs) | 2              |
| США (Billboard Rhythmic)              | 11             |

| Чарт (2018)                           | Позиция |
| ------------------------------------- | ------- |
| Канада (Canadian Hot 100)             | 41      |
| Венгрия (Stream Top 40)               | 71      |
| США (Billboard Hot 100)               | 44      |
| США (Billboard Hot R&B/Hip-Hop Songs) | 20      |

## Сертификации
| Регион | Сертификация  | Продажи   |
| --- | ------------- | --------- |
| Австралия (ARIA) | 2× Платиновый | 140 000   |
| Бельгия (BEA) | Золотой       | 10 000    |
| Франция (SNEP) | Платиновый    | 133 333   |
| Германия (BVMI) | Золотой       | 200 000   |
| Италия (FIMI) | Платиновый    | 50 000    |
| Новая Зеландия (RMNZ) | Золотой       | 15 000    |
| Португалия (AFP) | Золотой       | 5000      |
| Швейцария (IFPI Switzerland) | Золотой       | 10 000    |
| Великобритания (BPI) | Золотой       | 400 000   |
| США (RIAA) | 5× Платиновый | 5 000 000 |
| * Данные о продажах приведены только на основе сертификации. · ^ Данные о тиражах приведены только на основе сертификации. · Данные о продажах + прослушиваниях приведены только на основе сертификации. |               |           |